# Tribolonotus pseudoponceleti
Espèce
Statut de conservation UICN

 LC  : Préoccupation mineure
Tribolonotus pseudoponceleti est une espèce de sauriens de la famille des Scincidae.

## Répartition
Cette espèce est endémique de l'archipel des Salomon. Elle se rencontre sur les îles de Papouasie-Nouvelle-Guinée de Buka et de Bougainville.

## Publication originale
- Greer & Parker, 1968 : A new species of Tribolonotus (Lacertilia: Scincidae) from Bougainville and Buka, Solomon Islands, with comments of the biology of the genus. Breviora, no 291, p. 1-23 (texte intégral).